# 盆唐若翰圣堂
盆唐若翰圣堂是一座罗马天主教教堂，位于韩国京畿道城南市盆唐区盆唐洞，风格兼具现代建筑以及哥特式建筑的特征。它拥有一件米开朗基罗圣母怜子图复制品，是梵蒂冈正式授权的世界仅有的三件之一。
该堂有一个独特的螺旋形楼梯，伴随不断上升的壁画，内容开始于创世纪中创造的故事，包括耶稣的生平，结束于使徒行传。  